# Col de la Pierre Saint-Martin
Ne doit pas être confondu avec Port de la Peyre Saint-Martin.
Le col de la Pierre Saint-Martin est un col de montagne des Pyrénées, situé sur la frontière franco-espagnole, entre le département des Pyrénées-Atlantiques au nord côté français (région Nouvelle-Aquitaine), et la communauté forale de Navarre au sud côté espagnol.

## Géographie

### Topographie
Il est dominé à l'est par le pic d'Arlas (2 044 m) et surplombe le gouffre de La Pierre Saint-Martin situé à son ouest.
Le col de la Pierre Saint-Martin permet de rejoindre directement les vallées de Roncal en Espagne et de Haute-Soule en France. Depuis le col, côté français, la route départementale 132 permet de descendre vers la vallée de Barétous (Arette) en passant par le col du Soudet puis par le col de Labays. La descente du col du Soudet vers Tardets passant lui-même par le col de Suscousse et la descente vers l'ouest du col de Labays permettant de rejoindre Lourdios-Ichère ou Lées-Athas (par le col de Bouesou) ou Osse-en-Aspe (par le col de Houratate), ce sont en tout six itinéraires qui permettent de rejoindre le col.
La faible altitude de la vallée de Haute-Soule aux environs de 200 m permet au col d'afficher un dénivelé de près de 1 600 m ce qui le situe parmi les tout premiers cols goudronnés pyrénéens de cette catégorie.

## Histoire
Chaque 13 juillet, au niveau de la borne internationale 262, marquant la frontière entre la France (Pyrénées-Atlantiques) et l’Espagne (Navarre), se déroule une cérémonie très ritualisée au cours de laquelle les maires français de la vallée de Barétous remettent à leurs homologues espagnols de la vallée de Roncal trois vaches âgées de deux ans et sans défaut, tribut très ancien confirmé en 1375 par le compromis d'Ansó ou traité des Trois Vaches encore en vigueur.

## Cyclisme

### Tour de France
Le col a été traversé lors de la 16e étape du Tour de France 2007, le 25 juillet 2007. Mauricio Soler est passé en tête. Le parcours de 218 kilomètres reliait Orthez à Gourette - Col d'Aubisque.

### Ascensions
Le col de la Pierre Saint-Martin présente une multitude de versants.
Le versant nord, au départ d'Arette (D132) : après 7 km de faible pente, celle-ci devient plus irrégulière et plus violente dès la sortie de La Mouline. La pente atteint parfois les 16 % avant de se relâcher seulement sur le plateau de Chousse. Cependant, le répit est de courte durée : la route s'enfonce à nouveau dans le bois pour 6 km à près de 10 %, jusqu'au col de Labays (1 351 m). Une courte descente amorce ensuite une partie plus irrégulière jusqu'au col de Soudet (1 540 m). Ce sont ensuite 3 derniers kilomètres, très irréguliers mais dont la pente est parfois très forte, qui permettent de rejoindre le sommet. À partir de La Mouline, l'ascension compte près de 19 km pour environ 1 300 mètres de dénivellation.
Le versant sud, au départ d'Isaba (NA1370), est d'abord un long faux-plat de plus de 12 km. Une rampe (d'abord forestière, puis à découvert aux environs de l'hôtel) de 7 km se dresse ensuite, présentant une pente approchant souvent les 8 %. La partie qui conduit jusqu'au Portillo de Eraice (1 578 m) présente peu de difficultés pendant 4 km. 3 km à près de 6 % permettent ensuite de rejoindre le col.
Le versant ouest traverse le village de Sainte-Engrâce : c'est une ascension  de plus de 24 km (pour 1 400 m de dénivellation), à partir de la vallée du Saison. La pente est raisonnable jusqu'à l'église de Sainte-Engrâce (ne dépassant jamais les 6 %), pendant 11 km. Elle se cabre ensuite brutalement (nombreux passages dépassant les 12 %) jusqu'au col de Suscousse (1 216 m) pendant plus de 6 km. Il faut ensuite rejoindre le col de Soudet (1 540 m) par des pentes toujours aussi fortes, avant de rejoindre le versant nord pour les trois derniers kilomètres.
Le versant nord-ouest, au départ de Barlanes (D632, D113, D132) présente 20 km d'ascension cumulés pour près de 1 600 m de dénivellation. La pente est d'emblée très forte pour rejoindre la station nordique d'Issarbe et le col de la Hourcère qui la surmonte (1 450 m), soit 13 km, avec un pied présentant des passages à 15 % et une pente ne descendant que très rarement sous les 8 %. Une courte descente de 5 km permet ensuite de rejoindre le col de Suscousse (1 216 m) où la montée devient commune avec la voie en provenance de Sainte-Engrâce. Il reste dès lors plus de 7 km d'ascension, sur des pentes souvent très fortes, pour rejoindre le col de la Pierre Saint-Martin.
Le col de la Pierre Saint-Martin est également accessible depuis Lourdios-Ichère (D341, D441), mais aussi depuis la vallée d'Aspe, par le col de Bouezou (D441) ou par le col d'Hourataté (D442, D441). Ces trois voies rejoignent le col de Labays (1 351 m), et par conséquent la voie venant d'Arette.